# Temperatura Kraffta
Temperatura Kraffta (Tk) – minimalna temperatura, poniżej której nie zachodzi micelizacja, a wzrost stężenia surfaktantu prowadzi do wytrącenia się nadmiaru substancji rozpuszczonej.